# Monteiro's tok
De Monteiro's tok (Tockus monteiri) is een neushoornvogel die voorkomt in Afrika. Deze vogel is genoemd naar de Brits/Portugese ingenieur en natuuronderzoeker Joachim John Monteiro (1833-1878).

## Beschrijving
De Monteiro's tok is een middelgrote neushoornvogel van 54 tot 58 cm lengte. Deze tok heeft een witte buik en zwarte rug met witte stippels op de vleugels. De armpennen van de vleugel zijn wit net als de buitenste staartpennen. Het vrouwtje is kleiner dan het mannetje en zij heeft rond het oog een groenblauw (turquoise) gekleurde onbevederde huid. De iris is zwart en de snavel is rood. Deze vogel foerageert uitsluitend op insecten en andere ongewervelde dieren en verschilt in dit opzicht van andere neushoornvogels.

## Verspreiding en leefgebied
De Monteiro's tok komt voor in de savannegebieden van Noordwest-Namibië en Zuidwest-Angola. Het is een endemische vogelsoort in dat gebied. In het (zuidelijke) voorjaar trekt de Monteiro's tok meer naar het zuiden om te broeden.

## Status
De grootte van de populatie is niet gekwantificeerd maar de soort wordt omschreven als algemeen en wijdverspreid. Op de Rode lijst van de IUCN heeft deze soort de status niet bedreigd.

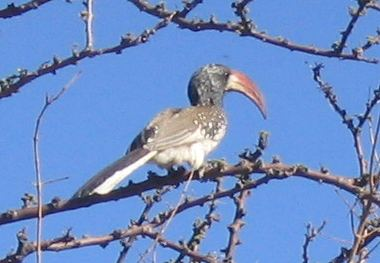
Monteiro's tok in 2003 in Namibië gefotografeerd